# Efrem (Maluli)
Efrem, imię świeckie Elias Maluli (ur. 1 marca 1978 w Dżudajdat Artuz) – prawosławny biskup syryjski w jurysdykcji Patriarchatu Antiocheńskiego.

## Życiorys
11 listopada 2007 został wyświęcony na diakona. Święcenia kapłańskie przyjął 12 grudnia 2007. Chirotonię biskupią otrzymał 28 sierpnia 2011 jako biskup pomocniczy metropolii Damaszku ze stolicą tytularną Seleucji. W 2021 r. został metropolitą Aleppo w miejsce porwanego w 2013 r. przez rebeliantów islamistycznych metropolity Pawła, którego los nadal pozostaje nieznany.